# Down on the Rio Grande
Down on the Rio Grande è un cortometraggio muto del 1913. Il nome del regista non viene riportato nei credit. Sceneggiato da Emmett C. Hall, il film - un cortometraggio western a un rullo - ha tra gli interpreti il regista Edwin Carewe.

## Produzione
Il film fu prodotto dalla Lubin Manufacturing Company.

## Distribuzione
Distribuito dalla General Film Company, il cortometraggio a un rullo uscì nelle sale cinematografiche statunitensi il 10 febbraio 1913.